# Laona
Laona är ett släkte av havslevande snäckor som beskrevs av A. Adams 1865. Laona ingår i familjen Laonidae, inom gruppen bakgälade snäckor. Tidigare, fram till mars 2015, ingick dessa snäckor i familjen Philinidae som har det svenska namnet havsmandelsnäckor. En del auktorer behandlar Laona som en synonym till Philine.